# Ten'ei
Ten'ei (天栄村, Ten'ei-mura) est un village japonais (村, mura ou son), situé dans la préfecture de Fukushima.
Sa population au 1er juin 2013 est estimée à 5 967 habitants.